# Joseph Cooper
Joseph Cooper (Wellington, 27 de desembre de 1985) és un ciclista de Nova Zelanda. Professional des del 2007, actualment milita a l'equip Isowhey Sports Swisswellness. Del seu palmarès destaquen diferents campionats nacionals, tant en ruta com en contrarellotge.

## Palmarès
- 2006
  -  Campió de Nova Zelanda sub-23 en ruta
- 2009
  - 1r al Tour de Nova Caledònia
- 2010
  - 1r al Tour de Nova Caledònia i vencedor de 4 etapes
  - Vencedor d'una etapa al Tour de Southland
- 2011
  - 1r al Tour des Deux-Sèvres
  - Vencedor d'una etapa al Tour de Vineyards
- 2013
  -  Campió de Nova Zelanda en contrarellotge
  - 1r al Tour de Perth i vencedor d'una etapa
  - Vencedor d'una etapa del New Zealand Cycle Classic
  - Vencedor d'una etapa al Tour de Tasmània
  - Vencedor d'una etapa al Tour de Southland
- 2014
  -  Campió d'Oceania en contrarellotge
  - 1r al Tour de Perth i vencedor d'una etapa
- 2015
  -  Campió de Nova Zelanda en ruta
  - 1r al National Capital Tour
  - Vencedor d'una etapa del New Zealand Cycle Classic
  - Vencedor d'una etapa del Tour de Toowoomba
  - Vencedor d'una etapa al Tour de Southland
- 2016
  - 1r al National Capital Tour i vencedor d'una etapa
- 2017
  -  Campió de Nova Zelanda en ruta
  - 1r al New Zealand Cycle Classic
  - Vencedor de 2 etapes a la Volta a la Xina I
  - Vencedor d'una etapa al Tour de Hainan
- 2018
  - Vencedor d'una etapa al Tour de Corea